# Synalibas vagans
Synalibas vagans är en insektsart som beskrevs av Günther, K. 1939. Synalibas vagans ingår i släktet Synalibas och familjen torngräshoppor. Inga underarter finns listade i Catalogue of Life.